# 990 (numero)
Novecentonovanta (990) è il numero naturale dopo il 989 e prima del 991.

## Proprietà matematiche
- È un numero pari.
- È un numero composto, con 24 divisori: 1, 2, 3, 5, 6, 9, 10, 11, 15, 18, 22, 30, 33, 45, 55, 66, 90, 99, 110, 165, 198, 330, 495, 990. Poiché la somma dei suoi divisori (escluso il numero stesso) è 1818 > 990, è un numero abbondante.
- È un numero semiperfetto in quanto pari alla somma di alcuni (o tutti) i suoi divisori.
- È un numero triangolare e 331-gonale.
- È un numero di Harshad nel sistema metrico decimale.
- È parte delle terne pitagoriche (200, 990, 1010), (312, 990, 1038), (528, 990, 1122), (594, 792, 990), (616, 990, 1166), (864, 990, 1314), (990, 1320, 1650), (990, 1680, 1950), (990, 1904, 2146), (990, 2376, 2574), (990, 2944, 3106), (990, 3192, 3342), (990, 4400, 4510), (990, 5400, 5490), (990, 7392, 7458), (990, 9048, 9102), (990, 9776, 9826), (990, 16320, 16350), (990, 22264, 22286), (990, 27216, 27234), (990, 49000, 49010), (990, 81672, 81678), (990, 245024, 245026).
- È un numero palindromo e un numero ondulante nel sistema posizionale a base 12 (6A6), a base 19 (2E2), a base 23 (1K1).
- È un numero a cifra ripetuta  e palindromo nel sistema posizionale a base 32 (UU).
- È un numero pratico.
- È un numero congruente.

## Astronomia
- 990 Yerkes è un asteroide della fascia principale del sistema solare.
- NGC 990 è una galassia ellittica della costellazione dell'Ariete.

## Astronautica
- Cosmos 990 è un satellite artificiale russo.

## Altri ambiti
- Hokkaido Prefectural Road Route 990 è una strada con pista ciclabile in Fukagawa - Distretto di Uryū - Takikawa - Distretto di Kabato - Sunagawa, Giappone.